# Dendrocolaptes
Dendrocolaptes é um género de ave da família Dendrocolaptidae.
Este género contém as seguintes espécies:
- Dendrocolaptes medius
- Dendrocolaptes sanctithomae
- Arapaçu-barrado, Dendrocolaptes certhia
- Arapaçu-marrom, Dendrocolaptes hoffmannsi
- Arapaçu-meio-barrado, Dendrocolaptes picumnus
- Arapaçu-grande, Dendrocolaptes platyrostris